# Microsoft Office
Microsoft Office is een kantoorsoftwarepakket van Microsoft en wordt ontwikkeld voor Windows, Windows 10 Mobile, macOS, iOS en Android. Het werd geïntroduceerd op 1 augustus 1989 als een marketingterm voor een softwarebundel van Microsoft: Microsoft Word, Microsoft Excel en Microsoft PowerPoint. In de loop der jaren zijn er nieuwe Office-applicaties bij gekomen, maar ook zijn er andere verdwenen. De programma's delen tevens sommige functies, zoals de spellingscontrole, OLE-data-integratie en de scripttaal Microsoft Visual Basic for Applications (VBA). Office zou wereldwijd door meer dan een miljard mensen worden gebruikt. Om de drie jaar wordt een nieuwe versie van het programma uitgebracht.

## Componenten

### Desktopapplicaties

#### Word
Microsoft Word is een tekstverwerker en is een van de programma's in de Office-collectie die worden aangezien als een hoofdonderdeel. Word gebruikte tot Office 2007 standaard het .doc-formaat. Sinds 2007 is dit formaat vervangen door het verbeterde, op XML-gebaseerde .docx, dat door Ecma International als Office Open XML-standaard werd vastgelegd. Word is ook beschikbaar in sommige versies van Microsoft Works. Het is beschikbaar voor Windows, Windows Phone, Mac, iOS en Android.
De eerste versie van Word werd vrijgegeven in de herfst van 1983 en was enkel voor het besturingssysteem MS-DOS. Word 1.0 werd gebundeld met een muis, toch was dit geen vereiste voor het gebruik van Word. Net als zijn concurrenten LisaWrite en MacWrite maakte Word for Macintosh gebruik van een wysiwyg-systeem. Word for Mac kwam voor het eerst uit in 1985. Het was tevens de eerste grafische versie van Word. Ondanks dat het programma vrij onstabiel was, werd het een van de populairste Macprogramma's.
Word had in 1994 een marktaandeel van 90%.

#### Excel
Microsoft Excel is een spreadsheet-programma en nam het oorspronkelijk op tegen Lotus 1-2-3 en won deze strijd om het grootste marktaandeel. Het programma is beschikbaar voor Windows, Windows Phone en Mac. De eerste versie van Excel voor de Mac was beschikbaar in 1985, de eerste versie voor Windows kwam er in november 1987 als versie 2.05 om gelijk omhoog te gaan met het Mac-versienummer.

#### Outlook
Microsoft Outlook (niet te verwarren met Outlook Express en Outlook.com) is een personal information manager en e-mail-communicatieprogramma, beschikbaar voor Windows en Mac. Het is de vervanger voor Windows Messaging, Windows Mail en Schedule+ sinds Office 97. Het beschikt over een e-mailclient, kalender, takenbeheer en adresboek.
In de jaren 90 bracht Microsoft voor de Mac verschillende versies uit van Outlook, maar deze moesten in combinatie met Microsoft Exchange Server worden gebruikt. In Office 2001 voor Mac lanceerde Microsoft een alternatief programma voor Outlook: Microsoft Entourage. Entourage werd opnieuw door Outlook vervangen in Office 2011. Outlook werd later bijgewerkt naar Outlook 2013 for Mac met een volledig vernieuwde interface die aansloot bij de Windowsversie.

#### PowerPoint
Microsoft PowerPoint is een presentatieprogramma voor Windows, Windows Phone en Mac OS en is er om presentaties mee te maken. Het is een onderdeel van Microsoft 365.

#### OneNote
OneNote maakte zijn intreden in Office 2003. Het doet dienst als een notitieprogramma ter vervanging van een notitieblok. OneNote is het eerste Officeprogramma om breed beschikbaar te zijn op zowat alle platformen: Windows, Windows 10 Mobile, macOS, iOS en Android. De macOS versie van OneNote 2013 werd vrijgegeven op 17 maart 2014 en was het eerste programma om de nieuwe interface voor Office for Mac door te voeren.

#### Andere programma's
- Microsoft Sway: een presentatieprogramma

Onderstaande programma's zijn enkel beschikbaar voor Windows.
- Microsoft Access: gegevensbeheer (in professionele versie)
- Microsoft InfoPath: dynamische XML-formulieren
- Microsoft Lync: een communicatieprogramma
- Microsoft Project: projectmanagementprogramma
- Microsoft Publisher: desktop-publishing (in professionele en SBE-versie)
- Microsoft Visio: zakelijk visualisatieprogramma (niet beschikbaar in iedere Officebundel)

### Serverapplicaties
- Microsoft SharePoint Workspace
  - Excel Services
  - InfoPath Forms Services
  - Microsoft Project Server
  - Microsoft Search Server
- Skype for Business Server
- Microsoft Exchange Server

### Webservices
- Windows Update
- Microsoft 365

### Verschillende Office-pakketten
Per release van Microsoft Office komen er meerdere pakketten uit, met daarin verschillende applicaties. De consument kan gericht voor zijn situatie een passend pakket kiezen. Hieronder staan de beschikbare pakketten (onderstaande pakketten zijn van de jaargang 2019 en 2021, per nieuwe release kunnen de pakketten licht verschillen):

#### Microsoft Office Home & Student
Microsoft Office Home & Student is het basispakket van Office. Dit pakket is op één pc te installeren en de licentie is eeuwigdurend. Dit pakket bestaat uit:
- Microsoft Word;
- Microsoft Excel;
- Microsoft OneNote;
- Microsoft Powerpoint

#### Microsoft Office Home & Business
Het Microsoft Office Home & Business pakket gaat verder dan Home & Student. Deze versie van Office heeft Outlook als extra applicatie. Ook dit pakket heeft een eeuwigdurende licentie. Dit pakket bevat:
- Microsoft Word;
- Microsoft Excel;
- Microsoft OneNote;
- Microsoft Powerpoint;
- Microsoft Outlook

#### Microsoft Office Standard
Office Standard beschikt over alle functies die Home & Business, hier komt Microsoft Publisher bij. Ook dit pakket heeft een eeuwigdurende licentie. Het Office Standard-pakket bevat:
- Microsoft Word;
- Microsoft Excel;
- Microsoft OneNote;
- Microsoft Powerpoint;
- Microsoft Outlook;
- Microsoft Publisher

#### Microsoft Office Professional
Office Professional bevat alle applicaties die Office Standard bevat, daarnaast zit Microsoft Access ook bij dit pakket. Het Microsoft Office Professional-pakket heeft een eeuwigdurende licentie. Dit pakket bevat:
- Microsoft Word;
- Microsoft Excel;
- Microsoft OneNote;
- Microsoft Powerpoint;
- Microsoft Outlook;
- Microsoft Access;
- Microsoft Publisher

#### Microsoft Office Professional Plus
Microsoft Office Professional Plus is het meest uitgebreide pakket van de Officelijn. Dit pakket heeft ook een eeuwig durende licentie. Dit pakket bevat:
- Microsoft Word;
- Microsoft Excel;
- Microsoft OneNote;
- Microsoft Powerpoint;
- Microsoft Outlook;
- Microsoft Access;
- Microsoft Publisher;
- Skype for business[4]

## Geschiedenis

### Microsoft Windows

#### Vroege versies
The Microsoft Office for Windows werd vrijgegeven in oktober 1990 als een pakket met 3 programma's gemaakt voor Windows 3.0: Microsoft Word for Windows 1.1, Microsoft Excel for Windows 2.0 en Microsoft PowerPoint for Windows 2.0.
The Microsoft Office for Windows 1.5 was een update van het pakket en bracht Microsoft Excel 3.0 met zich mee.
The Microsoft Office for Windows 1.6 voegde Microsoft Mail for PC Networks 2.1 aan de bundel toe.
The Microsoft Office for Windows 3.0, ook bekend als Microsoft Office 92, werd vrijgegeven in augustus 1992 en bevatte Word 2.0, Excel 4.0, PowerPoint 3.0 en Mail 3.0. Het was de eerste versie van Office die ook beschikbaar was op cd-rom. In 1993 lanceerde Microsoft The Microsoft Office Professional. Hier zat ook Microsoft Access 1.1 bij.
Microsoft Office 4 werd uitgebracht met Word 6.0, Excel 4.0, PowerPoint 3.0 en Mail in 1994. Words versienummer springt van 2.0 naar 6.0 zodat het hetzelfde versienummer zou hebben als de MS-DOS- en Macintosh-versie (Excel en PowerPoint dragen al hetzelfde versienummer als hun MS-DOS- en Macintosh-versies).
Microsoft Office 4.2 for Windows NT werd vrijgegeven in 1994 voor i386-, Alpha-, MIPS- en PowerPC-architecturen. Het bevatte Word 6.0 en Excel 5.0 (32-bit) en PowerPoint 4.0 (16 bit) en ten slotte nog de Microsoft Office Manager 4.2 (de opvolger van de Office Shortcut Bar).
Microsoft Office 4.3 was de laatste 16 bitversie en bevatte Word 6.0, Excel 5.0, PowerPoint 4.0 en Access 2.0 (enkel voor de Proversie). Het was de laatste versie die ondersteuning gaf voor Windows 3.0, Windows NT 3.1 en Windows NT 3.5. Windows NT 3.51 werd wel nog ondersteund, tot Office 97.

#### Microsoft Office 95
Microsoft Office 95 is vrijgegeven in augustus 1995. Opnieuw waren de versienummers omhoog getrokken, zodat ieder programma nu versie 7.0 droeg. Office 95 is de eerst versie die volledig gebruikmaakte van 32 bitsystemen. Office 95 was beschikbaar in 2 versies: Office 95 Standard en Office 95 Professional. De standaardversie beschikte over Word 7.0, Excel 7.0, PowerPoint 7.0 en Schedule+ 7.0. De Professional editie bevatte al deze programma's met Access 7.0. Indien de cd-rom versie was aangekocht beschikte men ook over Bookshelf.

#### Microsoft Office 97
Microsoft Office 97 (Office 8) was een grote mijlpaal voor Office. Het bevatte honderden nieuwe functies en verbeteringen, het introduceerde de command bars, waarin menu's en werkbalken konden worden geplaatst voor een eenvoudig en visueel ontwerp. Office 97 bevatte ook het Natural Language System en een spellingscontrole. Office 97 was verder de eerste versie van Office met Office Assistant.

#### Microsoft Office 2000
Microsoft Office 2000 (Office 9) introduceerde adaptieve menu's, waarin weinig gebruikte functies waren weg gelaten voor de gebruikers. Ook bevatte deze versie een nieuwe functie voor beveiliging, gebouwd rondom digitale handtekeningen om het terrein van macrovirussen te verkleinen. Office 2000 vertrouwde macro's (geschreven in VBA6) die beschikte over een geldige digitale handtekening automatisch. Office 2000 is de laatste versie met ondersteuning voor Windows 95.

#### Microsoft Office XP
Microsoft Office XP (Office 10 of Office 2002) was uitgegeven samen met Windows XP, het bevatte vele grote verbeteringen tegenover Office 2000. Office XP introduceerde de Veilige Modus. Hierdoor konden programma's als Outlook toch starten als het bootproces mogelijk zou falen. Beveiligde Modus staat Office toe om fouten te detecteren en herstellen, zoals een foute registersleutel of slechte add-in. Smart tag is ook een technologie die geïntroduceerd is in Office XP. De smart tag helpt gebruikers bij het type van fouten. Smart tags zitten in het product en zijn niet aanpasbaar. Ontwikkelaars kunnen wel aangepaste smart tags maken. Office XP kon enkel in Word en Excel overweg met aangepaste smart tags. Office XP is de laatste versie met ondersteuning voor Windows 98, Me en NT 4.0. Het is de eerste versie die productactivatie vereist.

#### Microsoft Office 2003
Microsoft Office 2003 (Office 11) is uitgegeven in 2003. Het logo werd hierin vervangen door het logo dat ook in Office 2007 en 2010 wordt gebruikt. Ook maakten 2 nieuwe programma's hun debuut: InfoPath en OneNote. Het is de eerste versie die gebruikmaakt van iconen in de stijl van Windows XP. Office 2003 is de laatste versie van Office met ondersteuning voor Windows 2000. Tevens bevat Office 2003 de laatste versie van Word, Excel en PowerPoint met de klassieke menu's.

#### Microsoft Office 2007
Microsoft Office 2007 (Office 12) is vrijgegeven in 2007. Nieuw in Office 2007 was de vernieuwde gebruiksomgeving genaamd Fluent User Interface, oftewel: de Ribbon, beter bekend als het Lint. Het Lint vervangt alle menu's in Office 2007 en is enkel beschikbaar in Word, Excel en PowerPoint. Ook werd het Office Open XML-formaat (bijvoorbeeld .docx, .xlsx, .pptx) geïntroduceerd en maakt Groove zijn intrede. Microsoft Office 2007 is de laatste versie die nog gebruikmaakt van de klassieke menu's.

#### Microsoft Office 2010
Microsoft Office 2010 (Office 14) werd voltooid op 14 april 2010 en is te koop sinds 15 juni 2010. Nieuw in Office 2010 is dat niet alleen Word, Excel en PowerPoint maar ook alle andere programma's gebruikmaken van de Ribbon. Ook de functie Backstage is nieuw, hier kan een bestand worden beheerd. Dit is tevens de eerste versie van Office die volledig beschikbaar is als 64 bitseditie, een 32 bitsversie is ook beschikbaar. Verder is ook het logo aangepast, het is hetzelfde als het Office 2003/2007 logo maar is nu enkel goudgeel en de vierkanten in het midden zijn verwijderd. Office 2010 is de laatste versie die beschikbaar is voor Windows XP en Windows Vista.

#### Microsoft Office 2013
Microsoft Office 2013 (Office 15) is sinds 16 juli 2012 beschikbaar voor consumenten als een Consumer Preview. Een Milestone 2 build van Microsoft Office 2013 Build 15.0.2703.1000 lekte uit in mei 2011. De nieuwe versie bevat een herziene interface: deze is nu geïnspireerd op Metro, de interface van Windows Phone en Windows 8. Microsoft Office Outlook heeft de meeste veranderingen gekregen; bijvoorbeeld: de Metrointerface biedt nu een nieuwe virtualisatie voor takenlijsten. PowerPoint bevat meer templates en overgangseffecten. Templates kunnen ook in verschillende kleuren worden geleverd. OneNote krijgt een nieuw welkomstscherm.
Op 16 mei 2011 lekten afbeeldingen van Office 15 uit, hierin was te zien dat Excel een functie krijgt voor het filteren van data uit tijdlijnen, de mogelijkheid Romeinse cijfers te converteren naar Arabische cijfers en de integratie van een geavanceerde trigonometrische functie. Word heeft de mogelijkheid video en audio in een document te plaatsen en deze via het internet af te laten spelen, ook is het mogelijk PDF-bestanden te bewerken. Microsoft heeft beloofd ook ondersteuning te gaan bieden voor Office Open XML Strict met versie 15, een formaat dat Microsoft heeft ingediend bij het ISO zodat het formaat ook in andere officepakketten kan worden gebruikt en beschikbaar is in de publieke sector. Deze versie kan ook overweg met ODF 1.2.
Op 30 januari 2012 gaf Microsoft de Technical Preview van Office 15 vrij met buildnummer 15.0.3612.1010 aan een selecte groep. Op 16 juli 2012 bracht Microsoft de Microsoft Office 2013 Consumer Preview uit.

#### Microsoft Office 2016
Op 22 september 2015 bracht Microsoft de versie Microsoft Office 2016 (Office 16) uit.
Deze versie is compatibel met Windows 7 (SP1), Windows 8, Windows 8.1 en Windows 10. Onder meer het thema is veranderd. Word heeft een blauw venster, Excel een groen, PowerPoint een oranje, OneNote een paars en Outlook een lichtblauw.

#### Microsoft Office 2019
In de tweede helft van 2018 bracht Microsoft de versie Microsoft Office 2019 (Office 17) uit.

#### Microsoft Office 2021
Later in 2021 brengt Microsoft de versie Microsoft Office 2021 (Office 18) uit. Een van de meest in de oog springende verandering is het aanpassen van het standaardlettertype van Calibri naar een nog te bepalen ander lettertype. Calibri werd in Office 2007 geïntroduceerd en is sindsdien in alle opvolgende Officeversies het standaardlettertype geweest, nadat het Times New Roman van de voorgaande versies had vervangen.

### Apple macOS

#### Microsoft Office 98 Macintosh Edition
Microsoft Office 98 Macintosh Edition (Office 7) werd aangekondigd in 1998. Het bevatte Internet Explorer 4, Outlook Express, Word, Excel en PowerPoint.

#### Microsoft Office 2001
Microsoft Office 2001 (Office 9) was de laatste versie voor de klassieke versie van Mac OS. In deze versie werd Outlook Express vervangen door Microsoft Entourage.

#### Microsoft Office v. X
Microsoft Office v. X (Office 10) was vrijgegeven in 2001 voor Mac OS X 10.0. Onderdeel van Office v. X was Word X, Excel X, PowerPoint X, Entourage X, MSN Messenger for Mac en Windows Media Player 9 for Mac.

#### Microsoft Office 2004
Microsoft Office 2004 for Mac (Office 11) is gelanceerd op 11 mei 2004 en bevatte Word, Excel, PowerPoint, Entourage en Virtual PC. Ook ondersteuning voor VBA (Visual Basic Applications) werd geïntroduceerd.

#### Microsoft Office 2008
Microsoft Office 2008 for Mac (Office 12) werd gelanceerd op 15 januari 2008 en bevatte Word, Excel, PowerPoint en voor de laatste keer Entourage. Ondersteuning voor VBA werd in deze versie geschrapt. Office 2008 ondersteunde onder andere de nieuwe formaten die geïntroduceerd waren in Office 2007.

#### Microsoft Office 2011
Microsoft Office 2011 for Mac (Office 14) werd gelanceerd op 26 oktober 2010 en bevatte Word, Excel, PowerPoint en voor het eerst Outlook. De interface werd volledig vernieuwd om gedeeltelijk overeen te komen met die van Office 2007 en 2010.

#### Microsoft OneNote en Microsoft Outlook
Na de lancering van Office 2011 werd in maart 2014 OneNote for Mac gelanceerd. Deze versie van OneNote staat gelijk met zijn tegenhanger van Windows en introduceerde voor het eerst een echt lint zoals te zien in recentere versies van Office voor Windows. In oktober van hetzelfde jaar krijgt Outlook for Mac ook een grote update, die onder andere de nieuwe interface bevat. Voor het eerst delen Office voor Windows en Mac ook hetzelfde pictogram voor de apps.

#### Microsoft Office 2016
Microsoft Office 2016 for Mac (Office 15) is uitgekomen op op 10 juli 2015. Het is de eerste keer dat Microsoft niet 8 maanden na de lancering van een Windowsversie van Office kwam met een Macversie. Oorzaak was de verlegde focus naar mobiele besturingssystemen. Outlook werd op 31 oktober 2014 al voorzien van een grote update, die onder andere het lint zoals te zien in Office 2007, 2010, 2013 en 2016 voor Windows introduceerde.

#### Microsoft Office 2019
Deze versie is uitgekomen op 24 september 2018 voor zowel Windows als macOS.

#### Microsoft Office 2021
Microsoft brengt op 5 oktober 2021 de nieuwe versie van Microsoft Office 2021 uit voor zowel Windows als macOS.

## Ondersteuning

### Versiecompatibliteit
Microsoft maakte op 15 oktober 2002 zijn nieuwe "Microsoft Support Lifecycle"-police bekend. Versies voor Office 2003 waren niet langer ondersteund, voor de huidige versies van Office was er algemene ondersteuning tot 5 jaar na de release of 2 jaar na de volgende release. De datum die later zou vallen werd gekozen. Daarna volgt nog eens 5 jaar uitgebreide ondersteuning.
| Besturingssysteem | Besturingssysteem      | Laatste versie                | Ondersteuning                   | Ondersteuning           |
| Besturingssysteem | Besturingssysteem      | Laatste versie                | Mainstream                      | Extended                |
| ----------------- | ---------------------- | ----------------------------- | ------------------------------- | ----------------------- |
| Windows           | 7 SP1, 8, 8.1, 10      | 2016                          | 13 oktober 2020                 | 14 oktober 2025         |
| Windows           | 7                      | 2013                          | 10 april 2018                   | 11 april 2023           |
| Windows           | Windows RT             | 2013 RT                       | 9 januari 2018                  | 9 januari 2018          |
| Windows           | XP SP3, Vista SP2      | 2010                          | 13 oktober 2015                 | 13 oktober 2020         |
| Windows           | XP SP2, Vista          | 2007                          | 10 april 2012                   | 11 april 2017           |
| Windows           | 2000 SP4, XP           | 2003                          | 14 april 2009                   | 8 april 2014            |
| Windows           | NT 4, 98, ME, 2000 SP2 | XP                            | 11 juli 2006                    | 12 juli 2011            |
| Windows           | 95 SP2, 2000           | 2000                          | 30 juni 2004                    | 14 juli 2009            |
| Windows           | NT 3.51, 95            | 97                            | 28 februari 2002                | 16 januari 2004         |
| Windows           | 3.1                    | 4                             | 1 november 2000                 | -                       |
| iOS               | iOS 7 iPad             | Office for iOS                | gebaseerd op Office 365         | gebaseerd op Office 365 |
| macOS             | 10.10 - 10.12          | Microsoft Office 2016 for Mac | 13 oktober 2020                 | 14 oktober 2025         |
| macOS             | 10.9                   | 2011 and OneNote              | 10 oktober 2017 N/A for OneNote | -                       |
| macOS             | 10.6 – 10.8            | 2011                          | 10 oktober 2017                 | -                       |
| macOS             | 10.5 Leopard, Intel    | 2011                          | 10 oktober 2017                 | -                       |
| macOS             | 10.4 – 10.5 PPC        | 2008                          | 9 april 2013                    | -                       |
| macOS             | 10.2 – 10.3            | 2004                          | 10 januari 2012                 | -                       |
| macOS             | 10.1                   | v. X                          | 9 januari 2007                  | -                       |
| Mac OS            | 8.1 – 9.2.2 PPC        | 2001                          | 31 december 2005                | -                       |
| Mac OS            | 7.5 – 8.0 PPC          | 98                            | 30 juni 2003                    | -                       |
| Mac OS            | 7.0 – 8.1 68K          | 4.2.1                         | 31 december 1996                | -                       |
| Android           | KitKat                 | 15.0+                         | gebaseerd op Office 365         | gebaseerd op Office 365 |

## Lint
Het lint werd geïntroduceerd in Office 2007 en zorgt ervoor dat werkbalken en menu's niet meer nodig zijn. Het lint is ook terug te vinden in de latere versies van Office: Office 2010, Office 2013 en Office 2016

## Office assistant
Omdat de verschillende onderdelen zo veel mogelijkheden hebben en 'zelfdenkende' programma's zijn die zelf veranderingen aanbrengen, riep dit vaak frustraties op. De Office assistant (kantoorassistent) in de vorm van een humoristische paperclip, die met versie 97 werd meegeleverd, moest dit verhelpen, maar riep met de ongevraagde en vaak verkeerde adviezen nieuwe frustraties op. In versie 2002 was de assistent niet meer automatisch aangezet. In versie 2007 werd hij definitief verwijderd, en kwam er een nieuw hulpsysteem voor in de plaats. De paperclip was inmiddels vereeuwigd in vele grappen.